# Tulia (band)
Tulia er et polsk band. Bandet blev dannet i 2017, i Szczecin, Polen. Der er fire sangere i bandet: Joanna Sinkiewicz, Dominika Siepka, Patrycja Nowicka og Tulia Biczak, hvis navn blev valgt som bandets navn. De fik stor opmærksomhed i Polen i 2017, efter at have lavet et cover af Depeche Mode-sangen "Enjoy the Silence".
I 2018 udgav de deres første album, kaldet Tulia og er distribueret af Universal Music Polen, og indeholder en række originale sange samt coversange af polske og internationale kunstnere. Albummet fik platin i Polen og solgte mere end 30.000 eksemplarer fra udgivelsesdatoen.
Den 15. februar 2019 blev det meddelt, at Tulia var blevet valgt af den polsk tv-station Telewizja Polska til at repræsentere Polen i Eurovision Song Contest 2019